# Schloss Ilberstedt
Das Schloss Ilberstedt ist ein spätbarockes Gebäude in der Gemeinde Ilberstedt in Sachsen-Anhalt. 

## Geschichte
Erbaut wurde es nach der auf der Hofseite befindlichen Inschriftentafel zwischen 1799 und 1801 unter Johann Karl Andreas Freiherr von Braunbehrens (1768–1818). Das Schloss in Ilberstedt war „vormals ein wichtiges politisches und administratives Zentrum“ und „die Anlage [ist] heute vor allem von großem kulturellem Wert“. Es steht unter Denkmalschutz.

## Architektur
Das zweigeschossige Gebäude ist gegliedert in einen dreiachsigen Mittelrisalit mit Dreiecksgiebel und zwei fünfachsige Seitenflügel. Das Mansardwalmdach ist mit Schiefer gedeckt und hat nur auf einer Seite Dachgauben. Das Schloss befindet sich 2012 in einem baulich schlechten Zustand. Der Grundriss beträgt ca. 35 m × 12 m, das Grundstück selbst ist 10.230 m² groß und grenzt an die Wipper, einem kleinen Nebenfluss der Saale. Das Gebäude erstreckt sich über 5 Ebenen: Keller, Erdgeschoss, Obergeschoss und zwei weitere Dachgeschosse. Die  Innenfläche beträgt insgesamt über 1000 m².
Ähnliche Schlösser des Landkreises Bernburg sind die Schlösser in Piesdorf (1776), Biendorf (1759), Wohlsdorf (1818) und Roschwitz (1800).